# Florian Pop
Florian Pop (n. 4 martie 1952, Zalău, Sălaj, România) este un matematician român cu activități de cercetare în sferele algebra și teoria numerelor, profesor de matematică la Universitatea din Pennsylvania.
A fost membru al Institutului de Studii Avansate din Princeton, New Jersey și (între 1996-2003) profesor la Universitatea din Bonn .

## Onoruri, merite
În 1996, a primit medalia Gay Lussac-von Humboldt pentru matematică.  Este membru onorific al Institutului de matematică al Academiei Române începând din 2005. Din 2006 este cetățean de onoare al municipiului Zalău.